# One Direction
One Direction, часто скорочений до 1D — англійсько-ірландський чоловічий поп-гурт, створений у Лондоні, Англія в 2010 році. До складу групи входять Найл Хоран, Ліам Пейн, Гаррі Стайлз та Луї Томлінсон, Зейн Малік покинув групу в березні 2015 року. Група підписала контракт із звукозаписним лейблом Саймона Ковелла "Syco Records" після того, як у 2010 році група зайняла третє місце у восьмому сезоні британського телевізійного співочого конкурсу The X Factor.
Завдячуючи успіхом соціальним мережам, п’ять альбомів One Direction: Up All Night (2011), Take Me Home (2012), Midnight Memories (2013), Four (2014) і Made in the A.M. (2015), очолили хіт-паради в кількох країнах і стали хітами, особливе враження на публіку справила пісня «What Makes You Beautiful» (їх перший номер один у UK Singles Chart і дебют для британської групи в американському Billboard Hot 100 1998 року), а також «Live While We're Young», «Best Song Ever», «Story of My Life» and «Drag Me Down». Після випуску альбому Four One Direction стали першою групою в історії американського Billboard 200, чиї перші чотири альбоми дебютували на першому місці. Їхній третій альбом Midnight Memories став найбільш продаваним альбомом у світі 2013 року.
Визнані кумирами підлітків, One Direction часто були причиною істерії своїх шанувальників. Вони мали чотири світові тури, два з яких збирали цілі стадіони. Тур гурту "Where We Are" з альбомом Midnight Memories став найбільш прибутковим концертним туром у 2014 році, найприбутковішим туром вокальної групи в історії та 15-м найбільш прибутковим концертним туром усіх часів, зібравши 290,2 мільйона доларів(не враховуючи інфляцію). У січні 2016 року гурт взяв перерву на невизначений термін, що дозволило всім учасникам займатися іншими проектами.
Станом на 2020 рік гурт продав загалом 70 мільйонів платівок по всьому світу, це робить їх одним з найбільш продаваних бой-бендів усіх часів. Гурт отримав майже 200 нагород, у тому числі сім премій Brit Awards, чотири MTV Video Music Awards, шість премій Billboard Music Awards, сім American Music Awards (у тому числі «Artist of the year» у 2014 та 2015 роках) та 28 Teen Choice Awards. У 2013 році вони заробили приблизно 75 мільйонів доларів, ставши другою найбільш знаменитою групою за останні 30 років за версією Forbes. Будучи найбільш продаваним виконавцем у світі 2013 року, група була визнана Міжнародною федерацією фонографічної індустрії найкращим виконавцем року у світі. У 2014 році Billboard назвав гурт «Проривом року». У 2015 році Forbes поставив їх на четверте місце у світі з найвищими доходами, а потім на друге місце в 2016 році.
В число їх досягнень входять чотири Brit Awards, чотири MTV Video Music Awards і одинадцять MTV Europe Music Awards.

## Історія

### 2010–2011:X-Factor
У 2010 році Найл Хоран, Зейн Малік, Ліам Пейн, Гаррі Стайлз і Луї Томлінсон пройшли прослуховування як сольні кандидати для участі в сьомій серії британського співочого конкурсу The X Factor. Усі вони не змогли досягти успіху в категорії «Солісти» на третьому етапі змагань, але замість цього були об’єднані, щоб сформувати чоловічий бенд з п’яти учасників , таким чином кваліфікуючись до категорії «Гурти». Ніколь Шерзінгер, запрошений суддя, і Саймон Коуелл придумали ідею створення  цієї групи. У 2013 році Коуелл сказав, що «йому знадобилося 10 хвилин, щоб зібрати їх у групу». Згодом група зібралася на два тижні, щоб познайомитися один з одним і потренуватися. Стайлз придумав назву One Direction. У якості своєї першої пісні гурт One Direction заспівав акустичну версію «Torn». Пізніше Ковелл прокоментував, що їхній виступ переконав його в тому, що вони «були впевненими в собі, веселими, як банда друзів, а також безстрашними». Після чотирьох тижнів живих виступів вони вже були у фіналі шоу, зокрема єдиним гуртом у фіналі. Група швидко набула популярності у Великій Британії.
One Direction зайняли третє місце в конкурсі, і відразу після фіналу їхня пісня «Forever Young», яка була б випущена, якби вони виграли The X Factor, просочилася в Інтернет. Невдовзі після цього було підтверджено, що Саймон Ковелл підписав контракт з One Direction на 2 мільйони фунтів стерлінгів із студією Syco Records. Запис їхнього дебютного альбому почався в січні 2011 року, коли вони прилетіли до Лос-Анджелеса, щоб попрацювати з RedOne продюсером звукозапису. Книга за ліцензією гурту, "One Direction: Forever Young (Our own story about X-Factor)", була опублікована HarperCollins у лютому 2011 року, згодом очоливши список бестселерів Sunday Times. Того ж місяця бойз-бенд та інші учасники сезонів взяли участь у "X Factor Live Tour". Під час туру група виступала перед 500 000 людей по всій Великій Британії. Після завершення туру в квітні 2011 року група продовжила роботу над своїм дебютним альбомом. Запис проходив у Стокгольмі, Лондоні та Лос-Анджелесі, оскільки One Direction працював із продюсерами Карлом Фальке, Саваном Котеча, Стівом Маком та Рамі Якубом, та іншими.
| The X-Factor: виступи і результати | The X-Factor: виступи і результати               | The X-Factor: виступи і результати | The X-Factor: виступи і результати                                           |
| Епізод                             | Вибір пісні                                      | Тематика                           | Результат                                                                    |
| ---------------------------------- | ------------------------------------------------ | ---------------------------------- | ---------------------------------------------------------------------------- |
| Прослуховування                    | Гаррі Стайлз: "Isn't She Lovely"                 | Вільний вибір (спів кермуючи)      | Прохід на наступний етап: в навчальний табір                                 |
| Прослуховування                    | Зейн Малік: "Let Me Love You"                    | Вільний вибір (спів кермуючи)      | Прохід на наступний етап: в навчальний табір                                 |
| Прослуховування                    | Ліам Пейн: "Cry Me a River"                      | Вільний вибір (спів кермуючи)      | Прохід на наступний етап: в навчальний табір                                 |
| Прослуховування                    | Найл Хоран: "So Sick"                            | Вільний вибір (спів кермуючи)      | Прохід на наступний етап: в навчальний табір                                 |
| Прослуховування                    | Луїс Томлінсон: "Hey There Delilah"              | Вільний вибір (спів кермуючи)      | Прохід на наступний етап: в навчальний табір                                 |
| Співочий табір (День 1)            | Чоловіча категорія солістів: "Man in the Mirror" | Співи                              | Прихід в навч. табір день 2 і 3                                              |
| Співочий табір(День 3)             | Гаррі: "Stop Crying Your Heart Out"              | Сольний виступ                     | Вибуття учасників гурту з категорії солістів, формування гурту One Direction |
| Співочий табір(День 3)             | Зейн: пісня невідома                             | Сольний виступ                     | Вибуття учасників гурту з категорії солістів, формування гурту One Direction |
| Співочий табір(День 3)             | Ліам: "Stop Crying Your Heart Out"               | Сольний виступ                     | Вибуття учасників гурту з категорії солістів, формування гурту One Direction |
| Співочий табір(День 3)             | Найл: "Champagne Supernova"                      | Сольний виступ                     | Вибуття учасників гурту з категорії солістів, формування гурту One Direction |
| Співочий табір(День 3)             | Луїс: "Make You Feel My Love"                    | Сольний виступ                     | Вибуття учасників гурту з категорії солістів, формування гурту One Direction |
| В суддів в гостях                  | "Torn"                                           | Вільний вибір                      | Пройшли до прямих ефірів                                                     |
| Прямий ефір 1                      | "Viva la Vida"                                   | Сингл                              | В безпеці                                                                    |
| Прямий ефір 2                      | "My Life Would Suck Without You"                 | Герої                              | В безпеці                                                                    |
| Прямий ефір 3                      | "Nobody Knows"                                   | Таємні слабкості                   | В безпеці                                                                    |
| Прямий ефір 4                      | "Total Eclipse of the Heart"                     | Хелловін                           | В безпеці                                                                    |
| Прямий ефір 5                      | "Kids in America"                                | Гімн Америці                       | В безпеці                                                                    |
| Прямий ефір 6                      | "Something About the Way You Look Tonight"       | Пісня Елтона Джона                 | В безпеці                                                                    |
| Прямий ефір 7                      | "All You Need Is Love"                           | Пісня the Beatles                  | В безпеці                                                                    |
| Прямий ефір 8                      | "Summer of '69"                                  | Рок                                | В безпеці                                                                    |
| Прямий ефір 8                      | "You Are So Beautiful"                           | Рок                                | В безпеці                                                                    |
| Пів-фінал                          | "Only Girl (In the World)"                       | Клубна класика                     | В безпеці                                                                    |
| Пів-фінал                          | "Chasing Cars"                                   | Пісня, яка приведе тебе до фіналу  | В безпеці                                                                    |
| ФІнал                              | "Your Song"                                      | На вибір учасників                 | В безпеці                                                                    |
| ФІнал                              | "She's the One" (з Роббі Вільямсом)              | Дует з зіркою                      | В безпеці                                                                    |
| ФІнал                              | "Torn"                                           | На вибір учасників                 | Вибуття гурту з шоу, третє місце                                             |

### 2011-2012:Up All Night
Дебютний сингл One Direction «What Makes You Beautiful», випущений у вересні 2011 року, мав комерційний і міжнародний успіх. Він досяг першого місця в UK Singles Chart після того, як став найбільш очікуваним синглом Sony Music Entertainment в історії. Наступні сингли, "Gotta Be You" і "One Thing", увійшли в десятку UK Singles Chart. У листопаді 2011 року вони підписали контракт із лейблом Columbia Records у Північній Америці. Стів Барнетт, співголова Columbia Records, сказав, що підписати One Direction було неважко; «Я просто думав, що є порожнеча, і, можливо, вони зможуть її схопити й утримати». Того ж місяця вони випустили свій дебютний студійний альбом Up All Night у Великій Британії та Ірландії. Критично оцінений за привабливість для підліткової аудиторії, він став найбільш продаваним дебютним альбомом у Великій Британії 2011 року. У грудні 2011 року вони розпочали свій перший концертний тур по Великій Британії, Up All Night Tour.
Після прибуття One Direction до США в лютому 2012 року група розпочала рекламу радіо, а також свій перший концертний тур по Північній Америці на розігріві з Big Time Rush, відкривши 16 концертів після того, як вони завершили перший етап. Тур на всю ніч. Того місяця вони оголосили, що до туру було додано ще одну частину Океанії. Вони вперше виступили на американському телебаченні в The Today Show в Рокфеллер-центрі; приблизно 15 000 шанувальників зійшли на площу. «What Makes You Beautiful» був офіційно випущений у Сполучених Штатах того ж місяця, де він дебютував у Billboard Hot 100 під номером 28, ставши найвищим дебютом для британської групи з 1998 року. У американському Billboard Hot 100 він досяг четвертого місця. Станом на червень 2016 року його було продано 4,8 мільйона копій у США і понад 7 мільйонів копій у всьому світі. Up All Night був випущений на міжнародному рівні в березні, і One Direction стала першою британською групою, дебютний альбом якої досяг номеру один у США, і в результаті вони були внесені до Книги рекордів Гіннеса. Після міжнародного виходу альбому він очолив хіт-паради шістнадцяти країн. Up All Night також став першим альбомом бойз-бенду, який продав 500 000 цифрових копій у США, а до серпня 2012 року розійшовся тиражем понад 3 мільйони копій по всьому світу. Це був третій світовий бестселер року, проданий тиражем 4,5 мільйона копій. Після успіху альбому пізніше того ж місяця було оголошено про північноамериканський етап туру.
The Up All Night Tour, що включає 62 шоу, був зустрінутий позитивно як критично, так і комерційно: критики хвалили їхні співацькі здібності та присутність на сцені, а квитки були розпродані за лічені хвилини. Запис концерту з туру Up All Night: The Live Tour був опублікований у травні 2012 року. На додаток до того, що DVD очолив хіт-паради у двадцяти п’яти країнах, його світові продажі перевищили 1 мільйон копій до серпня 2012 року. Перша книга One Direction, яка отримала ліцензію в Америці, Dare to Dream: Life as One Direction, опублікована в США в травні 2012 року, очолила список бестселерів The New York Times. У червні 2012 року Нік Ґетфілд, голова та головний виконавчий директор Sony Music Entertainment UK, заявив, що він очікує, що One Direction буде представляти бізнес-імперію вартістю 100 мільйонів доларів у 2013 році. Гетфілд заявив: «Те, що ви могли не знати про One Direction, так це те, що вони вже представляють бізнес на 50 мільйонів доларів, і ми очікуємо, що наступного року ця цифра подвоїться». У серпні 2012 року продажі записів групи перевищили 8 мільйонів синглів, 3 мільйони альбомів і 1 мільйон DVD, і вони виконали "What Makes You Beautiful" на церемонії закриття Літніх Олімпійських ігор 2012 року в Лондоні, що представляло собою передачу Ріо-де-Жанейро як господар літніх Олімпійських ігор 2016 року. One Direction були найбільшими переможцями  MTV Video Music Awards 2012, вигравши три номінації 6 вересня 2012 року, включаючи найкращого нового виконавця.
У квітні 2012 року американська група з такою ж назвою подала позов про порушення прав на торговельну марку. Згідно з позовом, американська група використовувала назву з 2009 року, записала два альбоми та подала заявку на реєстрацію назви торгової марки в США у лютому 2011 року. Американська група заявила, що має право на втричі більший прибуток, отриманий гуртом із Великої Британії, а також на компенсацію збитків у розмірі понад 1 мільйон доларів США. У позові стверджувалося, що Syco і Sony Music «вирішили ігнорувати права позивача та навмисно їх порушили» після того, як на початку 2011 року вони зрозуміли, що обидві групи мають однакові назви. Згодом Syco Records подала зустрічний позов, вказуючи на те, що американська група намагалася заробити гроші на успіху One Direction і що хлопчача група була першою, хто використав це ім'я в міждержавній торгівлі США. У вересні 2012 року BBC повідомила, що британська група виграла юридичний спір щодо права продовжувати використовувати назву своєї групи; американський гурт змінив назву на Uncharted Shores. Про зміну назви було оголошено у спільній заяві, де також зазначено, що обидві групи задоволені результатом.

### 2012–2013:Take Me Home
У травні 2012 року, One Direction почали запис свого другого студійного альбому в Стокгольмі, Швеція. У квітні 2012 року The Independent повідомила, що Коуелл відібрав найкращих авторів, щоб поборотися за перші місця у чартах, після глобального успіху свого дебютного альбому. "У тому ж місяці, Гаррі Стайлс заявив, що ми завжди писали пісні у дорозі, в готелях і аеропортах. Ми не хочемо, щоб наша музика звучала як 40-річний чоловік в офісі написав її і віддав його нам виконувати ". Другий студійний альбом One Direction, Take Me Home, планується випустити у листопаді 2012 року, і перший буде сингл «Live While We're Young», який планується випустити 30 вересня 2012 року.
One Direction, будуть виступати у New York City's Madison Square Garden 3 грудня 2012. One Direction також планують свій другий концертний тур, 2013 World Tour, у лютому 2013 року. Концертний тур досі складається з 101 концертів у Великій Британії, Ірландії, Північної Америки та Австралії. У Великій Британії та Ірландії, продаж квитків досягнули 300 тисяч в день релізу, в який ввійшли шість дат проданих на лондонському O2 Arena. У Північній Америці, гурт дасть додаткові шоу в зв'язку з «величезним попитом». В Австралії та Новій Зеландії, квитки зібрав 15,7 млн дол США, з усіма 190000 квитків, проданих протягом вісімнадцяти шоу, які відбудеться в Австралії та Новій Зеландії.
Take Me Home був написаний у групах і в середньому має трохи менше п’яти авторів пісень на трек. Саван Котеча, Рамі Якуб і Карл Фальк, які створили хіти One Direction «What Makes You Beautiful» і «One Thing», провели шість місяців у Стокгольмі, розробляючи пісні для альбому, і змогли сформувати мелодії відповідно до їхніх тонів.[86] ] One Direction розпочав запис альбому в травні 2012 року в Стокгольмі на Kinglet Studios. На обкладинці альбому зображена група, яка оточує традиційну британську червону телефонну будку K2, знайоме видовище на вулицях Великої Британії. Take Me Home отримала неоднозначні відгуки музичних критиків. Були похвали за його якість виробництва, в той час як його критикували за його загальний, поспішний характер.
One Direction виконала «Little Things» у 2012 році на Royal Variety Performance у присутності королеви Єлизавети II і виступила хедлайнером аншлагового шоу в Медісон Сквер Гарден в Нью-Йорку 3 грудня 2012 року. У лютому 2013 року One Direction випустила кавер-версію «One Way or Another» і «Teenage Kicks», «One Way or Another (Teenage Kicks)» як сингл Comic Relief 2013 року. У рамках своєї співпраці з благодійною організацією Великої Британії One Direction поїхала до Гани, щоб стати волонтером у дитячій лікарні, відвідати школу та зробити пожертви.
Після виходу Take Me Home One Direction у лютому 2013 року розпочали свій другий концертний тур, Take Me Home Tour. Концертний тур складався із 123 концертів у Європі, Північній Америці, Азії та Океанії. Продажі квитків досягли 300 000 протягом дня після випуску у Великій Британіїта Ірландії, що включало аншлаг на 6 концертів на O2 Arena у Лондоні. На ринках Австралії та Нової Зеландії квитки зібрали 15,7 мільйона доларів США, при цьому всі 190 000 квитків були продані на вісімнадцять шоу, які відбудуться. Тур отримав схвалення від музичних критиків, які високо оцінили живий вокал гурту та їх виконавські здібності та мав комерційний успіх, продавши 1 635 000 квитків на 134 концерти. Загалом тур зібрав 114 мільйонів доларів. The Official Charts Company повідомила, що One Direction продала 2 425 000 записів у Великій Британії до лютого 2013 року.

### 2013–2014:Midnight MemoriesіThis Is Us
30 серпня 2013 відбулася прем'єра документального фільму «One Direction: Це ми», який був випущений кінокомпанією TriStar Pictures. Режисером картини став Морган Сперлок. У ролі продюсерів виступили Сперлок, Бен Уїнстон, Адам Мілано і Саймон Коуелл. Головним саундтреком фільму стала пісня «Best Song Ever», випущена 22 липня 2013 як лід-сингл з майбутнього третього альбому групи «Midnight Memories». Фільм був комерційно успішним, ставши найкасовішим у Великій Британії і США, а також зібравши по всьому світу понад 60 мільйонів доларів. «One Direction: Це ми» став четвертим в списку найкасовіших концертних фільмів. 16 травня 2013 гурт анонсував перший стадіонний тур «Where We Are Tour», який починався в квітні 2014 року. 30 травня 2013 було оголошено про співпрацю групи з Office Depot для створення колекції шкільного приладдя. Також було підтверджено, що частина коштів від продажу цих товарів буде направлено на реалізацію програм по боротьбі зі знущаннями в школах.
23 листопада 2013 на підтримку «Midnight Memories» гурт організував «1D Day», присвячений їх фанатам. Трансляція «1D Day» тривала 7,5 годин за допомогою сервісу на YouTube. Під час трансляції учасники групи виконали кілька пісень. Також в ефір були запрошені такі зірки, як Саймон Коуелл, Сінді Кроуфорд, Пірс Морган, Джеррі Спрінгер та інші. Захід став унікальним не тільки через тривалість, а й через безпрецедентне використання соціальних мереж, в результаті чого фанати могли брати участь у заході, взаємодіючи з групою за допомогою Google+ Hangout.
25 листопада 2013 відбувся реліз альбому «Midnight Memories», який дебютував з першого рядка британського та американського чартів. Таким чином, One Direction стали першою групою в історії, чиї три перші альбому дебютували з першого місця в Billboard 200. Альбом був описаний групою як гострий і «має більш рокерского звучання», ніж їхні попередні творіння. Другим синглом з альбому стала пісня «Story of My Life», анонс якої був зроблений за допомогою постів в соціальних мережах з дитячими фотографіями учасників One Direction. Для просування альбому гурт виступив на британському та американському The X Factor.
У грудні 2013 року One Direction побив ще один рекорд продажів у Великій Британії, випускаючи DVD і Blu-ray альбому This Is Us. Майже 270 000 примірників фільму було продано у Великій Британії протягом трьох днів після його виходу, що побило рекорд, встановлений раніше фільмом Майкла Джексона «This Is It» у 2010 році на 10 000 копій. IFPI назвала групу найкращими виконавцями світу 2013 року завдяки потужним цифровим завантаженням, фізичним альбомам, потокам на вимогу та музичним відео. У 2013 році вони стали першим бойз-бендом в історії, який зібрав 1 мільярд доларів.
Гурт розпочав тур Where We Are 25 квітня 2014 року, який завершився 5 жовтня 2014 року. Відіграючи 69 концертів із в середньому 49 848 шанувальників на концерт, тур зібрав понад 290 мільйонів доларів, ставши найбільш прибутковим концертним туром у 2014, 15-й найкасовіший концертний тур усіх часів і найкасовіший тур вокального гурту за всі часи. Тур відвідали 3,4 мільйона шанувальників. У серпні того ж року гурт випустив свою третю книгу One Direction: Where We Are: Our Band, Our Story: 100% Official.

### 2014–2015:Four
21 липня 2014 року One Direction оголосила One Direction: Where We Are - The Concert Film , фільм, який документує концерти 28 та 29 червня 2014 року, що відбулися на стадіоні Сан-Сіро під час їхнього туру Where We Are. Після анонсу гурт оголосив, що фільм також вийде в обмежений міжнародний кінотеатр 10–11 жовтня 2014 року, перш ніж вийти в домашній медіа-випуск у листопаді 2014 року. Група також випустила книгу автобіографії під назвою «Хто ми» 25 вересня 2014 року.
8 вересня 2014 року One Direction оголосили про свій четвертий студійний альбом під назвою Four, який планується випустити 17 листопада 2014 року. У рамках анонсу одна з пісень з альбому «Fireproof» була випущена для безкоштовного скачування протягом 24 років. години на їхньому офіційному сайті. «Steal My Girl», головний сингл альбому, був випущений 29 вересня 2014 року, отримавши визнання критиків за класичне рок-звучання. Другий сингл з альбому, «Night Changes», був випущений 14 листопада, за три дні до виходу альбому. Він також отримав платиновий статус, продавши понад мільйон одиниць у Сполучених Штатах. Four був випущений 17 листопада 2014 року, очолив Billboard 200 і британський альбомний чарт. Загалом, дебютував на першому місці в 18 країнах, продавши 3,2 мільйона примірників. Альбом став найкращим альбомом у чартах iTunes у 67 країнах. One Direction стала єдиною групою за 58-річну історію чарту альбомів Billboard 200, перші чотири альбоми якої дебютували на першому місці. У лютому 2015 року група розпочала своє четверте світове турне та друге турне на всіх стадіонах, On the Road Again Tour, зібравши 208 мільйонів доларів, що стало другим найбільшим туром у 2015 році.

### 2015–2017: Вихід Маліка, випуск альбомуMade in the A.M., перерва в роботі гурту
25 березня 2015 року група опублікувала заяву, в якій оголосила про відхід Маліка. Група зробила свій перший офіційний публічний виступ у складі чотирьох учасників на The Late Late Show з Джеймсом Корденом 14 травня, де вони підтвердили, що продовжать працювати без нового п’ятого учасника. Тур On the Road Again завершився 31 жовтня 2015 року після вісімдесяти концертів в Австралії, Азії, Африці, Європі та Північній Америці. Зібравши 208 мільйонів доларів, було продано понад 2,3 мільйона квитків.
Група виступає у складі чотирьох учасників після відходу Зейна Маліка з групи на Soldier Field, Чикаго в 2015 році.
31 липня 2015 року група випустила "Drag Me Down" без рекламних матеріалів або оголошення. Незважаючи на це, вона все ще очолювала хіт-паради багатьох країн, включаючи Францію та Австралію, що зробило пісню першим синглом, який посів перше місце в цих країнах. Він також зайняв перше місце в багатьох інших країнах, включаючи Ірландію та Велику Британію, а в Сполучених Штатах посів третє місце. Сингл став першим синглом з їхнього п'ятого студійного альбому Made in the A.M. і першим матеріалом, випущеним групою після відходу Маліка. 22 вересня було офіційно анонсовано Made in the A.M. разом із виходом промо-синглу «Infinity». Група почала розкривати трек-лист у своїх історіях Snapchat, що пізніше було підтверджено на iTunes. У жовтні був випущений інший сингл «Perfect». Він увійшов до десятки найкращих Billboard, став другим поспіль (після "Drag Me Down") і п'ятим загалом хітом, побивши рекорд The Beatles за найбільшою десяткою дебютів у Hot 100 серед гуртів. Після релізу стало відомо, що у 2016 році група піде на перерву.
Made in the A.M. був випущений 13 листопада 2015 року, очоливши хіт-паради у Великій Британії серед інших країн і посів друге місце в США. Це був шостий найбільш продаваний альбом 2015 року. 22 листопада 2014 Пол Хіггінс, тур-менеджер групи, який був з ними з моменту створення групи, покинув пост тур-менеджера. В інтерв'ю на BBC Music Awards група заявила, що після успіху Four хоче продовжити «рухатися в нових напрямках» при створенні нового альбому. Where We Are Tour став найкасовішим туром в 2014 році, принісши групі заробіток у розмірі 282 мільйонів доларів.
25 березня 2015 було офіційно повідомлено, що Зейн Малік покинув групу. Пізніше учасники групи зізналися, що були злі на Зейна через його рішення піти. 14 травня 2015 група у складі чотирьох учасників з'явилася на вечірньому шоу Джеймса Корда, де вони підтвердили, що продовжать роботу без п'ятого учасника групи. На церемонії вручення American Music Awards 2015 22 листопада One Direction отримав нагороду за Артист року другий рік поспіль. 13 грудня One Direction виступила у фіналі X Factor. Їх останній телевізійний виступ у складі групи перед перервою відбувся на новорічній вечірці Діка Кларка 31 грудня 2015 року.
13 січня 2016 року Us Weekly опублікував звіт, у якому стверджується, що перерва в групі стане постійним розривом, а «джерело» посилається на те, що кожен із чотирьох учасників групи, що залишилися, не продовжив свої контракти після завершення туру On The Road Again. у жовтні 2015 року. Представники групи спростували цю доповідь у заяві для Billboard, заявивши, що «нічого не змінилося щодо планів перерви для групи, і все буде розкрито в свій час з уст самих учасників гурту». До травня 2017 року всі учасники групи випустили сольні сингли. Відтоді всі учасники гурту займалися іншими проектами.
На церемонії вручення нагород Brit Awards 2017 One Direction отримали нагороду «Відео року» за свою пісню «History». Пейн прийняв нагороду від імені гурту. У лютому 2018 року повідомлялося, що група згорнула свою туристичну компанію після того, як подала заявку на видалення з реєстру Companies House в жовтні 2017 року.

### 2020: 10-річний ювілей
22 липня 2020 року One Direction опублікували у своїх акаунтах у Twitter, Instagram та YouTube зображення зі словами «10 років One Direction» та підписом «Завтра! Ви і я отримали багато історії #10YearsOf1D» в очікуванні їх десятої річниці наступного дня. Твіт отримав 1,8 мільйона лайків, а пост в Instagram отримав 7,5 мільйона лайків. Хештег «10YearsofOneDirection» першим став популярним у Twitter.
23 липня One Direction оголосила про створення нового вебсайту (10yearsof1d.com), на якому шанувальники зможуть знову пережити свої улюблені спогади про One Direction, але незабаром після його оголошення він збився через велику кількість шанувальників, які прийшли відразу. Члени Payne, Horan, Tomlinson і Styles також опублікували повідомлення на своїх сторінках у соціальних мережах, подякуючи своїм шанувальникам і всім п'ятьом початковим учасникам за підтримку, надану протягом останніх 10 років. Твіт Стайлза став найшвидшим твітом, який набрав мільйон лайків, зробивши це трохи більше ніж за годину
О 16:00 23 липня One Direction показали прем'єру відео тривалістю 4 хвилини 57 секунд на святкування їхньої річниці. Вибрані оновлені 4K-версії їхніх минулих музичних відео та концертних записів були випущені між 23 і 28 липня. 

### 2024: Вшанування учасника гурту
16 жовтня 2024 помер один із учасників гурту Ліам Пейн впавши з третього поверху в Аргентині. Сам гурт у соцмережі X висловив співчуття. Також відреагували на це його колеги Луї Томілсон, Найл Горан, Гарі Стайлз і Зейн Малік. Всі виклали фото та дописи у Instagram приємні спогади з Ліамом. Луї був найкращим другом та пообіцяв піклуватись за його 7 річним сином. Зейн вважав Ліама найрозумнішим. Найл дуже був засмучений через те що він бачив Ліама нещодавно, це був його останній раз. Також Гаррі Стайлз додав що він був щирим, люблячим і підтримуючим. 
20 листопада у Лондоні всі колеги гурту відвідали похорони Ліама Пейна. Учаснику був 31 рік.

## Мистецтво
Дебютний студійний альбом One Direction Up All Night (2011) переважно є платівкою поп-музики, що містить елементи підліткової попу, денс-попу, поп-року з впливом електропопу та року. Роберт Копсі з Digital Spy описав альбом як «колекції PG-поп-року з вбивчими приспівами», тоді як The New York Times вважає його «сповненим легкої поп-року, веселої, а іноді й розумної». Джейсон Ліпшуц з Billboard визнав, що альбом демонструє оригінальність звучання, яка була «необхідною для відродження руху бой-бендів». Пісні «One Thing» і «What Makes You Beautiful» особливо відзначилися жанрами пауер-попу та поп-року, своїми «силовими» гітарними рифами та «сильними» приспівами.
Їхній другий студійний альбом Take Me Home (2012) характеризується успадкованою роком поп-музикою, яскравими рифами на електрогітарі, яскравими синтезаторами, однорідним звуком і повідомленням, а також програмним забезпеченням для корекції висоти звуку Auto-Tune. Алексіс Петрідіс з The Guardian інтерпретував його фірмове звучання як «бадьорий, підкріплений синтезаторами поп нової хвилі початку 80-х, важкий на обрізані ритми та круті гітари», що, за його словами, є принаймні покращенням у порівнянні з сучасною заміною. R&B, "який колись був похмурою долею бойз-бенду". Джон Караманіка, написавши в The New York Times, вважав альбом «набагато більш механічним», ніж їхній дебютний альбом, хоча зауважив, що він схожий за звучанням та лірикою. Лірика альбому говорить про закоханість, нерозділене кохання, наполегливість, що недоліки – це те, що робить людину унікальною, прихильність, ревнощі та тугу за минулими близькими людьми.
Еріка Футтерман з Rolling Stone віддавала перевагу їхнім живим акустичним виступам, оскільки обидва демонстрували «здатність Хорана грати на гітарі, а також чудовий живий вокал One Direction. Не було потреби турбуватися про мінусовку чи ноту, приємне усвідомлення на поп-шоу». Камерон Адамс з Herald Sun висловила думку, що One Direction має «сильні поп-голоси». Мелоді Лау з National Post написала: «Легко розгубитися у властивій їм привабливості їх ідеально зачесаного стилю і майже надто зібраного стилю преппі, але десь серед усіх закоханих вересків дівчат-підлітків є хлопці, які може насправді співати і, до певної міри, розважати». Джейн Стівенсон з порталу Canoe погодилася: «Я не готувалася до того, що всі вони можуть співати на концерті». Кріс Річардс, написавши в The Washington Post, не погоджувався з цим схваленням: «Оскільки п’ять куплетів обмінялися, було важко уявити, що в майбутньому Джастін Тімберлейк, Рікі Мартін чи Боббі Браун вийдуть із зграї. Жоден голос не виділявся». Майк Васс з Idolator відчув, що One Direction «напрочуд виконані зусилля» Kings of Leon «Use Somebody» довели, що One Direction «більш ніж здатні» розвивати свій звук.
Їхній третій альбом Midnight Memories (2013) є поп-рок-платівкою, дещо відрізняється від оригінального підліткового поп-звучання групи. Ліам Пейн назвав Midnight Memories «трохи розкішнішим і більш гострим» альбомом, ніж їхній попередній матеріал. Альбом перебуває під значним впливом рок-музики 80-х і фолк-музики та коротко інтегрує елементи дабстепу, зокрема в «Little White Lies». Ліричні теми альбому в першу чергу обертаються навколо кохання, розбитого серця та статевого акту. Багато критиків високо оцінили його ліричну глибину та музичний склад, а також рівень залученості гурту до процесу виробництва.
Їх четвертий альбом Four (2014) був випущений 17 листопада 2014 року. Пейн знову заявив, що альбом буде «гострішим» і що група написала більшість пісень для нього; Хоран придумав назву альбому, нагадуючи той факт, що це четверта платівка One Direction на сьогоднішній день і що минуло чотири роки з моменту створення гурту. Перший сингл альбому «Steal My Girl», що свідчить про подальше дозрівання їхнього поп-звучання, був названий Billboard «немає What Makes You Beautiful, але його фортепіанний поп, схожий на Coldplay, може бути хорошим напрямком», і що гурт був «не зовсім готовий відпустити свої дні «жувачки». Rolling Stone описав платівку як «насичену ретро атмосферою»; його пісні «розділяють різницю між великим, яскравим поп-роком вісімдесятих і більш елегантними ароматами сімдесятих – дуже неприємний хід, який не так далеко від того, що зробив минулого року хіт Гаїма «Days Are Gone»».

## Інші виклики для гурту

### Підтримка публіки
У 2011 році One Direction став обличчям Pokemon Black and White, знявшись у серії телевізійних рекламних роликів. Вони були першими частинами п’ятого покоління рольових ігор Pokémon. Вони також випустили телефони Nokia C3 і Nokia C2-02. Для реклами запуску Nokia зробила серію фотографій учасників групи за допомогою телефонів, щоб фотографувати себе.
У 2012 році вони об’єдналися з Colgate, щоб випустити власну зубну щітку One Direction Colgate MaxFresh Power, ручну зубну щітку One Direction Colgate Maxfresh і зубну пасту One Direction Colgate MaxFresh. Група була підписана з Pepsi у багатомільйонній рекламній угоді в 2012 році. Маркетинг у соціальних мережах включав зв’язок із Shazam, завдяки чому споживачі, які використовували програму для цифрової музики разом з рекламою як на телебаченні, так і в Інтернеті, мали змогу переглядати ексклюзивний вміст. і посилання на iTunes, щоб купити сингл One Direction, "Live While We're Young". Міні-фігури, створені на основі членів групи, були запущені для шанувальників групи в США після того, як угода була підписана американською фірмою Hasbro. У жовтні 2012 року гурт також підписав підписку про підтримку філіппінського бренду одягу Penshoppe.
Магазин мерчандайзингу One Direction в Лідсі, Йоркшир, березень 2013 року
У 2013 році One Direction оголосила про розширені магазини по всьому світу, включаючи Брісбен, Торонто, Чикаго, Нью-Йорк, Токіо та Стокгольм, які продають ексклюзивні товари. Nabisco став титульним спонсором північноамериканського туру One Direction. Гурт став новим обличчям Toyota VIOS, опублікувавши закулісний погляд на свою рекламу автомобіля. Дебютний аромат One Direction, Our Moment, був запущений в лондонському Harrods і на їхньому вебсайті в 2013 році. Повна реклама аромату була опублікована 24 серпня 2013 року з піснею «My Favorite Things». Парфуми були найпопулярнішим відомим ароматом Різдва 2013 року. У 2014 році група випустила свій другий аромат That Moment. Аромат був випущений разом із відповідним гелем для душу та лосьйоном для тіла. Вони випустили рекламний ролик свого третього аромату «You & I», названого на честь однойменної пісні 2014 року.
У 2015 році One Direction з'явився в рекламі Toyota Vios, яка транслювалася в Таїланді. Coca-Cola Mexico розпочала сесію та повне інтерв’ю One Direction із серією рекламних роликів, у яких Томлінсон, Пейн, Стайлз та Хоран показали нам, що означає бути справжнім другом. One Direction представили свій четвертий аромат «Between Us» у The Sanderson в Лондоні, Англія, 24 червня. Гурт з'явився в рекламі Honda Civic, яка показує, як квартет випробовує стереосистему автомобіля, стиль і простір багажника з гумористичним тоном і лозунгом «Це все схвалено в одному напрямку». Реклама налаштована на 1D-сингл "Drag Me Down". Турне групи по США у 2015 році також відбулося за підтримки Honda.

### Благодійність гурту
У 2011 році гурт виступав на благодійному телемарафоні BBC Children in Need 2011. У 2012 році вони розширили свою участь у Children in Need, відкривши телетрансляцію виконанням свого синглу "Live While We're Young". Відзначаючи щорічну подію на британському телебаченні, група сказала, що було «неймовірно» бути залученим до «Діти в біді», оскільки це було те, що вони «завжди дивилися в дитинстві».
У лютому 2013 року One Direction випустили «One Way or Another (Teenage Kicks)» (поєднання «One Way or Another» та «Teenage Kicks») як сингл 2013 року для іншого великого благодійного телемарафону Великої Британії Comic Relief. Для благодійної різдвяної кампанії ITV Санта-Клауса вони зняли низку прохань до своїх шанувальників і широкої публіки, в яких вони просили пожертвувати 2 фунти. Гурт брав участь у багатьох інших благодійних цілях, у тому числі на церемонії вручення нагород Pride of Britain Awards 2011, де вони вручили 13-річній Даніель Бейлі з чотириразовими ампутованими конечностями на її шкільній асамблеї нагороду Child of Courage, а також на Royal Variety Performance 2014, де вони грали в перед принцом Вільямом і Катериною в Лондонському Паладіумі.
У вересні 2012 року Найл Хоран організував захід, щоб зібрати гроші для Irish Autism Action та іншої благодійної організації під назвою Temporary Emergency Accommodation Mullingar, яка базується в його рідному місті. Через величезний попит на участь у зборі коштів сайт квитків на подію зламався. Брат Горана Грег прокоментував збій на сайті, сказавши, що «було 500 квитків, і всі вони були розкуплені досить швидко».
У 2013 році учасники гурту Ліам Пейн і Гаррі Стайлз співпрацювали з Trekstock, провідною благодійною організацією раку, щоб допомогти зібрати гроші на дослідження раку. Як посли благодійної організації, дует співпрацював, щоб запропонувати одному шанувальнику та другому шанс виграти вечір з ними в обмін на пожертву на благодійність у рамках ексклюзивної глобальної кампанії «#HangwithLiam&Harry». Спочатку вони поставили за мету зібрати 500 000 доларів, а в підсумку зібрали 784 984 доларів. Пізніше Trekstock додав, що ця сума дозволить їм «завершити фінансування дослідження лімфоми Ходжкіна в надії запропонувати набагато світліше майбутнє тисячам дітей і молодих людей, які страждають від цієї форми захворювання». У 2013 році One Direction була визнана найбільш благодійною після Тейлор Свіфт за версією організації соціальних змін DoSomething.org. 30 травня 2013 року гурт оголосив про партнерство з Office Depot щодо випуску лімітованої капсульної колекції шкільного приладдя. Вони також підтвердили, що частина доходів від альянсу піде на освітню програму боротьби з булінгом, спрямовану на просування добрішої поведінки в школах.
У 2014 році One Direction пожертвувала 600 000 фунтів стерлінгів на кампанію Stand up to Cancer, віддавши частину своїх доходів від продажу квитків від туру Where We Are. 15 листопада 2014 року One Direction разом з іншими британськими та ірландськими поп-групами приєдналися до благодійної групи Band Aid 30, записавши останню версію треку «Do They Know It's Christmas?» в Sarm West Studios в Ноттінг-Хілл, Лондон, щоб зібрати гроші на кризу Ебола 2014 року в Західній Африці.
У 2015 році One Direction запустила кампанію «Action 1D», щоб підвищити обізнаність про глобальні проблеми. Ініціатива спрямована на боротьбу з крайньою бідністю, подолання нерівності та уповільнення зміни клімату за допомогою мільйонів шанувальників. Це частина ширшої кампанії «Дія/2015», глобального руху громадян, який ґрунтується на ідеї, що 2015 рік може стати роком, коли світ зможе поставити порядок денний, щоб покласти край серйозним глобальним проблемам. One Direction попросить своїх шанувальників описати світ, у якому вони хочуть жити, поділившись потужним творчим контентом, зокрема відео та фотографіями, використовуючи хештег #Action1D. Квартет також знявся в передвиборному відео, закликаючи шанувальників приєднатися до руху.

## Репутація гурту
У середині 2010-х One Direction називали ідолами для підлітків, і вони часто були предметом істерики фанатів. Ніл МакКормік із The Daily Telegraph у статті про успіх One Direction у Північній Америці зазначає, що американці залишили прогалину на ринку, і Джастін Бібер зайняв популярність, щоб продемонструвати, що все ще існує ринок «чистих, корисних», біліший, ніж білий, середній клас, дружній для батьків поп: милі хлопчики пропагують любов до цуценят. А що може бути краще, ніж один милий хлопчик, як не п’ять?" Білл Верде, представник журналу Billboard, прокоментував: «Тут є багато можливостей, є багато переваг, такий рівень таланту з такою зовнішністю, це справді ідеальний шторм для масштабного, масового успішного явища». У NPR Марія Шерман помітила, що до прориву One Direction хлопчачі гурти були «поза радаром», оскільки NSYNC у 2002 році перервалась на невизначений термін.
Хоран прокоментував One Direction як бойз-бенд: «Люди думають, що бойз-бенд — це захоплення повітря і [бути] одягненим в один колір. Ми хлопці в групі. Ми намагаємося робити щось відмінне від того, що думають люди. Я подумав, що це типовий бойз-бенд. Ми намагаємося робити різну музику, і ми просто намагаємося бути самими собою, а не чистими". Лія Коллінз, яка пише для National Post, зауважила, що вони досягли успіху на останньому фронті. «Здебільшого це означає, що група представляє себе як типових, тупих і нецензурних хлопчиків-підлітків – публікуючи жартівливі відео на YouTube, наприклад, або випиваючи на шоу нагород». Написуючи для The Observer, Kitty Empire висловила думку: «One Direction виконує безліч передумов бойз-бенду (зовнішній вигляд, м’які тексти, мелодію, жага до слави), але їх відсутність рутин вказує на тонкі відступи, які тут відбуваються». Індивідуальна ідентичність кожного члена підкріплюється їх навмисно різними особистими стилями. Керолайн Вотсон, оригінальний стиліст гурту, розповіла про стиль гурту: «Спочатку я не хотіла, щоб вони всі були в чорному чи в шкірі – вся ця стереотипна тема для бойз-бендів». Натомість її оригінальна ідея полягала в тому, щоб вони були «чоловічим еквівалентом Spice Girls», причому кожен учасник був частиною групи, але все ще мав свій власний індивідуальний стиль.

## Спадщина пісень
One Direction були описані як викликали відродження інтересу до бойових груп, а також як частина нового «британського вторгнення» (разом із такими виконавцями, як Адель) у Сполучених Штатах. NPR описав групу як «один із найбільших чоловічих гуртів, які світ коли-небудь бачив», а групу описали як «найбільшу групу у світі» ще в 2020 році. Rolling Stone назвав «What Makes You Beautiful» шостим найкращим хлопчиком пісня гурту всіх часів. Billboard назвав Four найкращим альбомом бойз-бенду за останні тридцять років, назвавши його «абсолютним прапорцем останнього десятиліття поп-музики». Музика One Direction вважалася поп-музыкою, яка ґрунтується на гітарному рокі, який був рідкістю в роки їхньої активної діяльності, а Rolling Stone назвав групу «однією з великих рок-груп 21-го століття».
Зростання популярності One Direction було названо «метеорним», оскільки група стала першою британською групою, яка коли-небудь помістила свій дебютний альбом на першому місці в американських чартах. Під час їхнього постійного підйому в Сполучених Штатах у 2012 році манію навколо групи охрестили «One Direction Infection». Того ж року магазини «1D World» були відкриті по всьому Сполученим Штатам, коли група працювала над своїм другим студійним альбомом, щоб задовольнити високий попит на гурт і «надати шанувальникам найкращий досвід One Direction». Частиною зростання популярності групи стала їхня «нетипова конструкція» в тому сенсі, що вони не танцюють, рідко носять відповідні вбрання та мають багато татуювання, що було рідкістю в бой-бендах минулого. Їм приписують зламати «форму бой-бенду». Незважаючи на їхні розбіжності в цьому відношенні, група все ще використовувала підхід, започаткований The Beatles, у якому кожен учасник мав свою особу; Хоран як "милий ірландець", Малік як "тихий і таємничий", Пейн як "зрілий і розсудливий", Стайлз як "чарівний флірт", а Томлінсон як "смішний і безвідповідальний".
Також широко вважають, що One Direction були однією з перших груп і знаменитостей, які здобули глобальне визнання через соціальні мережі. Сонні Тахар, головний виконавчий директор Syco Records, пояснює прорив силою соціальних мереж. «Іноді відчуваєш, що пісня – зірка, але тут не так – це дія», – сказав він. «Це справжній момент. Соціальні медіа стали новим радіо, воно ніколи не порушувало подібних глобальних дій». Вілл Блумфілд, менеджер групи, додав: «Ці хлопці живуть онлайн, як і їхні шанувальники». У їхньому керівництві працює команда соціальних медіа, і всі учасники твітують самі себе, «що допомагає створити ілюзію, що вони не можуть бути ближче до своїх шанувальників», за словами Каспара Ллевелліна Сміта, який пише для The Guardian. Суніл Сінгхві, керівник відділу розваг Twitter у Великій Британії, заявив, що «здатність фанатів через Twitter розповісти європейцям про One Direction дійсно катапультувала їх там, потім з Європи до Америки, і тепер це глобальне явище». До лютого 2013 року обліковий запис One Direction у Twitter набрав десять мільйонів підписників, при цьому обліковий запис набирав у середньому 21 000 підписників на день. Їхній успіх значною мірою заслуговує соціальні мережі, які дозволили фанатам не тільки поширювати інформацію про групу, але й отримувати оновлення в прямому ефірі з концертів та інтерв’ю, а також щодня про місцезнаходження гурту. One Direction у свої активні роки були надзвичайно присутніми в соціальних мережах і щодня спілкувалися з фанатами, створюючи їм «армію онлайн-шанувальників». The Detroit News назвав їх «першим мегазірковим бой-бендом ери соціальних мереж».

## Інші появи
One Direction випустили три книги, опубліковані HarperCollins, книги містить особисті знімки, фотографії, а також письмові звіти кожного члена групи. Перша One Direction ліцензована книга мала назву: One Direction: Forever Young (Our Official X Factor Story), було випущено 17 лютого 2011 року. Книга досягла перше місце на Sunday Times список бестселерів. Їх друга книга, One Direction: The Official Annual 2012, був опублікований 1 вересня 2011 року. 15 вересня 2011, One Direction випустили свій третю книгу Dare to Dream: Life as One Direction. У книзі також було забезпечене перше місце в Sunday Times Документальна література Книга в твердій палітурці списку бестселерів. Dare to Dream: Life as One Direction було опубліковано в США у 22 травня 2012 року, потім The New York Times список бестселерів.
У 2011 році, в One Direction випустили свій перший календар на 2012 рік, One Direction 2012 Calendar. У грудні 2011 року, показали, що amazon.com One Direction досягли вершини серед знаменитостей у продажі календарів всіх часів у Великій Британії. One Direction стали брендом послів Pokémon Black and White з квітня 2011 року. Вони знялись в серії телевізійної реклами, а також спеціальні заходи для проведення і зустрічі шанувальників. Вони також випустили обмеженим тиражем Nokia C2-02 і Nokia C3-00 телефонів, які містять ексклюзивні матеріали, такі як One Direction шпалери, рингтони, та за лаштунками відео групи. У квітні 2012 року, Hasbro оголосила про укладення угоди з One Direction для отримання нової лінії іграшок та ігор, заснованих на групи. Діапазон буде продано в усьому світі восени 2012 року, за винятком Великої Британії та Ірландії.

## Учасники

### Ліам Пейн
Ліам Джеймс Пейн (Liam James Payne) народився 29 серпня 1993 року в Вулвергемптоні, Вест-Мідлендс, Англія. Народився на три тижні раніше. При народженні у нього була лише одна нирка. Зараз в нього їх дві, але одна майже не працює. У серпні 2012 року Ліам повідомив у твітері, що обидві нирки працюють. В нього є дві сестри (Рут і Нікола). Будучи у школі, Пейн брав активну участь у спортивних змаганнях, насамперед, пробуючи різні команди школи. Знайшов своє місце у команді з бігу. Над Ліамом знущалися у школі, і тому у віці дванадцяти він почав займатися боксом. Колись вже проходив прослуховування на X-factor в 2008 році, коли йому було 14 років, але Саймон Коуелл порадив йому закінчити школу, а потім прийти ще раз. Ліам говорить, що найбільше на нього впливав Джастін Тімберлейк. 
16 жовтня 2024 він помер внаслідок падіння балкона третього поверху у Аргентині

### Найл Хоран
Найл Джеймс Хоран (Niall James Horan) народився 13 вересня 1993 року, в Маллінгарі, Ірландія. Його сім'я складається з мами, тата і старшого брата. Його батьки розлучилися коли йому було лише п'ять років. Найл та його брат розривалися між матір'ю та батьком протягом декількох років перш ніж зрештою вирішити жити зі своїм батьком в Маллінгарі. З Квітня 2015 року зустрічається з Даною Джурою. Найл співав у шкільному хорі, грає на гітарі з самого дитинства. Гітара, як говорить Хоран, це його найкращий подарунок на Різдво. На прослуховуванні X Factor, Хоран сказав: "Мені 16 і я хочу бути відомим, як Бейонсе та Джастін Бібер. Надає перевагу прихованому особистому життю.

### Луї Томлінсон
Луї Вільям Томлінсон (Louis William Tomlinson), при народженні Луї Трой Остін, народився 24 грудня 1991 року в Донкастері, Південний Йоркшир. Його батьки розлучились, коли йому було 2 роки і він взяв прізвище вітчима Марка Томлінсона. В нього є 6 молодших сестер і один молодший брат: зі сторони батька (Джорджія) і зі сторони матері (Шарлотта, Фелісіті, близнята Дейзі та Фібі). В лютому 2014 на світ з'явилися двійнята Ернес і Доріс зі сторони Деніела Дікена, хлопця Джоанни. Луї відвідував школу акторської майстерності у Барнслі. В нього була невелика роль у фільмі «If I Had You». Він був учнем шостого класу в Hall Cross School, державній образотворчій школі і випускником школи Hayfield. У випускному класі єдине, що його турбувало, були веселощі. Луї говорить, що найбільш великий вплив на нього мав Роббі Вільямс. Він також захоплюється роботами Еда Ширана, назвав в одному своему інтерв'ю Ширана «феноменальним».

### Гаррі Стайлс
Гаррі Едвард Стайлс (Harry Edward Styles) народився 1 лютого 1994 року в містечку Холмс-Чапл, Чешир. В нього є старша сестра Джемма. Йому було сім, коли його батьки розлучились. Гаррі був дуже радий, коли вітчим запропонував одружитися його матері. У школі був солістом своєї групи White Eskimo. Покинув школу після отримання середньої освіти. Перед X-фактором Стайлс працював у неповний робочий день в булочній. Будучи дитиною, полюбляв співати, відмітивши Елвіса Преслі, як людину, яка мала на нього вплив. Він також наводить Преслі як свій музичний початок. Назвати групу «One Direction» була саме його ідея.

## Дискографія
- Up All Night (2011)
- Take Me Home (2012)
- Midnight Memories (2013)
- Four (2014)
- Made in the A.M (2015)

## Фільмографія
| Рік       | Назва                                          | Примітки                                   |
| --------- | ---------------------------------------------- | ------------------------------------------ |
| 2010      | The X Factor                                   | Учасники: 7 серій                          |
| 2012      | iCarly                                         | Епізод: iGo One Direction                  |
| 2012      | Up All Night: The Live Tour                    | Відео альбом                               |
| 2012-2014 | Saturday Night Live                            | Музикальні гості: S37 E18, S39 E8, S40 E10 |
| 2013      | One Direction: This Is Us                      | Документальний концерт-фільм               |
| 2014      | One Direction: Where We Are – The Concert Film | Концерт-фільм                              |

## Визнання
У 2014 і 2015 рр. британська група One Direction одержала премію American Music Awards. Також британська група One Direction писала у твітері, що робить перерву на сім'ю. Фанати вважали, що ця перерва буде тривати 18 місяців. Вони були дуже обурені і сумні. Пізніше Ліам у написав у соцмережі Twitter, що це може тривати 2 роки. На даний час фанати схвильовані щодо новин про цю групу. Вони з нетерпінням чекають повернення виконавців у групу.
Станом на 2020 рік One Direction продали загалом 70 мільйонів записів по всьому світу, що робить їх одним із найбільш продаваних бойових груп усіх часів. У 2013 році вони заробили приблизно 75 мільйонів доларів, ставши другою найбільшою знаменитістю до 30 років за версією Forbes. Forbes оцінив їх як четвертих найбільш заробітних знаменитостей у світі у 2015 році і других у 2016 році.
Гурт отримав сім премій Brit Awards, сім American Music Awards, шість Billboard Music Awards, п’ять Billboard Touring Awards і чотири MTV Video Music Awards, серед інших нагород. One Direction є рекордсменом як виконавець з найбільшою кількістю нагород на Teen Choice Awards з 28 перемогами в 31 номінації. Будучи найбільш продаваним виконавцем у світі 2013 року, Міжнародна федерація фонографічної індустрії (IFPI) назвала їх найкращим виконавцем року у світі. У 2014 році Billboard назвав гурт «Артистом року».